# Nanto Shichi Daiji
Nanto Shichi Daiji (南都七大寺), literalmente ‘los siete grandes templos de Nanto’ (sinónimo de Nara), es un nombre histórico que generalmente se refiere a los poderosos e influyentes siete templos budistas ubicados en Nara. Aunque en cuanto a qué templos se han incluido en esta nomenclatura ha fluctuado, ya que se levantan y caen en su poder, era los siguientes en una etapa temprana, que son originalmente los construidos por orden imperial:
- Daian-ji (大安寺)
- Gangō-ji (元興寺)
- Hōryū-ji (法隆寺) (ubicado fuera de la actual Nara, en la ciudad de Ikaruga (Nara))
- Kōfuku-ji (興福寺)
- Saidai-ji (西大寺)
- Tōdai-ji (東大寺)
- Yakushi-ji (薬師寺)

A veces, los templos fueron llamados los quince grandes templos de Nanto, incluyendo otros templos de prestigio como Tōshōdai-ji (唐招提寺) y Hokke-ji (法華寺).